# Kerry King
Kerry Ray King (* 3. června, 1964 v Los Angeles, Kalifornie) je americký hudebník, nejznámější jako kytarista a jeden ze zakládajících členů thrashmetalové skupiny Slayer. 

## Život a kariéra
King se narodil a vyrůstal v Los Angeles. Jeho otec byl letecký inspektor a matka pracovala u telefonní společnosti. Na naléhání svého otce se ve třinácti letech začal učit na kytaru, jak říká King: "Můj otec mě chtěl dostat ze špatných kruhů a dal mi koníčka." Naučil se hrát na kytaru Gibson ES-175 od svého otce a poté měl Fender Stratocaster, který vyměnil za BC Rich Mockingbird, čímž začal dlouhý vztah s kytarami značky BC Rich. První píseň, kterou se kdy naučil, byla ,,Cat Scratch Fever" od Teda Nugenta. Později se stal velkým fanouškem skupin Van Halen a Judas Priest, což mělo velký vliv na jeho styl hraní.
Kerry v roce 1981 hledal ve skupinách místo jako kytarista, poté se setkal na konkurzu do rockové skupiny s Jeffem Hannemanem a začali hrát skladby od Iron Maiden a Judas Priest. Kerry poznamenal: „Why don't we start our OWN band?“, Jeff odpověděl „…Fuck yeah!“. King poté sehnal baskytaristu Toma Arayu a bubeníka ze sousedství Davea Lombarda. A z této sestavy se zrodila skupina Slayer.
V roce 1984 byl Davem Mustainem pozván do jeho nové skupiny Megadeth. Budoucnost Slayer byla krátce na pochybách, protože hrál několik koncertů s Megadeth i když se nikdy nepřipojil na plný úvazek.
King říká, že v té době byla jejich hudba vnímána jednoduše jako heavy metal a termín „thrash“ se objevil později. Začal být silně ovlivněn kapelou Venom , která pomohla formovat temnou image Slayer. King říká, že poté, co vydal Haunting The Chapel a Hell Awaits a viděl, jak publikum kapely neustále roste, věděl, že Slayer bude jeho kariéra. 
Kontroverze kolem písně  „Angel of Death“ z roku 1986 podnítila Kinga k tomu, aby se věnoval psaní písní. "Celkově si myslím, že lidstvo je plné zasraných idiotů. Stručně řečeno, naše texty říkají 'mysli'. To je ono," řekl o nechtěné pozornosti "Angel of Death".
V únoru 2024 King řekl, že s Arayou nemluvil od rozpuštění Slayer a skupina oznámila, že se na podzim téhož roku znovu sejdou na dvou reunion koncertech.

## Sólová kariéra
Začátkem roku 2020 King naznačil, že bude pracovat na novém materiálu pro svůj nový projekt od rozpadu Slayer. Později bylo odhaleno, že bubeník Paul Bostaph se podílí, také na novém projektu s Kingem. V listopadu 2023 King prozradil, že hodlá vydat debutové album svého nového projektu v roce 2024. Poté bylo odhaleno, že album bude sólové pod svým jménem.
V roce 2023 založil King svou sólovou superskupinu složenou ze známých thrashmetalových hudebníků. Členy skupiny jsou zpěvák Mark Osegueda (Death Angel), kytarista Phil Demmel (ex-Machine Head), baskytarista Kyle Sanders (ex-Hellyeah) a bubeník Paul Bostaph (Slayer).
Skupina vydala 5. února 2024 první singl s názvem „Idle Hands“ a zároveň oznámila album s názvem From Hell I Rise, které vyjde 17. května 2024.
Skupina odehrála své první vystoupení 7. května 2024 v hudebním klubu Reggie's Rock Club v Chicagu.

## Osobní život
King byl dvakrát rozvedený a se svou první manželkou má dceru jménem Shyanne Kymberlee King. Jeho současná manželka je Ayesha King s kterou bydlí momentálně v New Yorku. Téměř žil celý život v Kalifornii. V roce 1987 se přestěhoval do Phoenixu, kde byl sousedem zpěváka Judas Priest Robem Halfordem. V roce 2000 se přestěhoval zpět do Kalifornie, poté se přestěhoval v roce 2020 do Las Vegas.
King tvrdí, že nikdy nebral drogy, ale je docela slušný piják.
Jako většina metalových muzikantů měl i Kerry dlouhé vlasy, ale poté, co mu začaly padat, se ostříhal do hola a svou hlavu pak doplnil tetováním.
Jeho přezdívka zní KFK, což znamená „Kerry Fucking King!“. 
Jeho texty se z větší části zabývají satanismem a jeho zálibou jsou také horory. King je antiteista.